# Nesotragini
Nesotragini – plemię ssaków z podrodziny antylop (Antilopinae) w obrębie rodziny wołowatych (Bovidae). 

## Rozmieszczenie geograficzne
Plemię obejmuje gatunki występujące w gęstych lasach w Afryce.

### Podział systematyczny
Do plemienia należy jeden występujący współcześnie rodzaj:
- Nesotragus Düben, 1847

Opisano również rodzaj wymarły:
- Linxiatragus Wang Shiqi, Sun Jimin, Li Chunxiao, Li Shijie, Fu Jiao, Jiangzuo Qigao, Xing Luda & Yang Rong, 2023 – jedynym przedstawicielem był Linxiatragus dengi Wang Shiqi, Sun Jimin, Li Chunxiao, Li Shijie, Fu Jiao, Jiangzuo Qigao, Xing Luda & Yang Rong, 2023